# روبنز توريس
روبنز توريس هو لاعب كرة قدم برازيلي في مركز الوسط، ولد في 25 ديسمبر 1984 في امبراتريز في البرازيل. لعب مع نادي أبويل ونادي أمريكا ونادي إمبراتريز ونادي سامبايو كوريا ونادي غوياس ونادي فاسكو دا غاما.

## وصلات خارجية
- روبنز توريس على موقع قاعدة بيانات كرة القدم.إي يو (الإنجليزية)